# Czas pracy
Treść tego artykułu od 2024-08 należy opracować w taki sposób, aby nie uwypuklała nadmiernie polskiej specyfiki / aby nie zawężała się tylko do polskich warunków
Dokładniejsze informacje o tym, co należy poprawić, być może znajdują się w dyskusji tego artykułu.
 Po wyeliminowaniu niedoskonałości należy usunąć szablon [[Szablon:Dopracować|]] z tego artykułu.

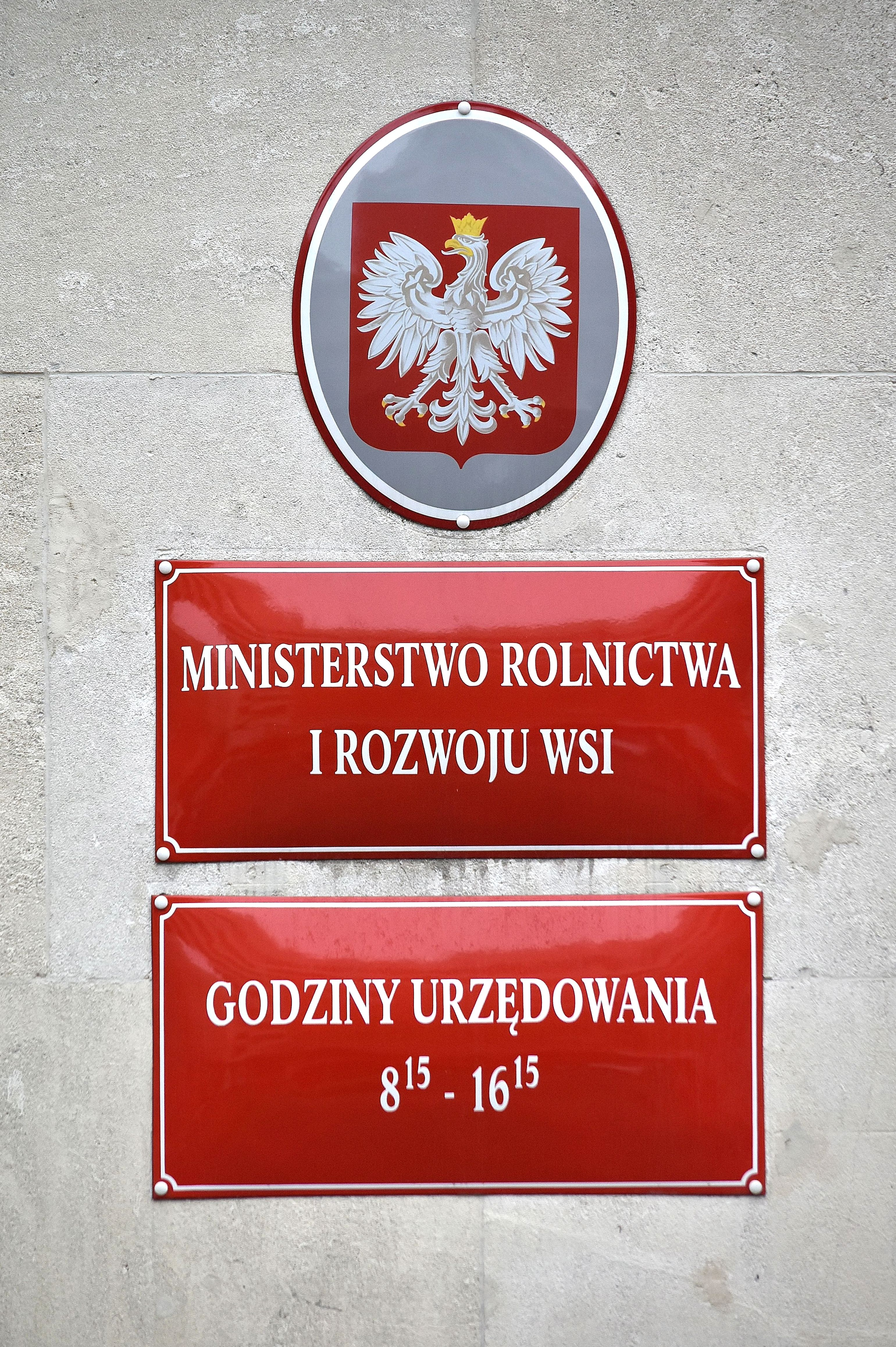
Określenie godzin pracy przy wejściu do budynku Ministerstwa Rolnictwa i Rozwoju Wsi w Warszawie

Czas pracy – pojęcie prawne określające długość czasu pracy danego pracownika. W określonym dla pracownika czasie pracy pozostaje on w dyspozycji pracodawcy w zakładzie pracy lub w innym miejscu wyznaczonym do wykonywania pracy.
Wymiar czasu pracy obowiązuje w danym okresie rozliczeniowym, na jego podstawie planowany i rozliczany jest czas pracy. Czas pracy zależy również od rodzaju zawartej umowy oraz wyznaczonego w nim etatu. Okres rozliczeniowy to na przykład: jeden tydzień lub jeden miesiąc; najdłuższy to 12 miesięcy. W wybranym okresie rozliczeniowym planowane są zadania dla pracowników, po jego upływie następuje rozliczenie każdej zatrudnionej osoby i przepracowanych przez nią godzin.

## Norma czasu pracy
Norma czasu pracy – maksymalna liczba godzin, którą zatrudniony może przepracować w jednej dobie lub w tygodniu pracy.
W Polsce obowiązuje zasadniczo 40-godzinny tydzień pracy (przeciętnie pięciodniowy). Czas pracy w ciągu jednego dnia wynosi 8 godzin na dobę, pozostałe godziny to godziny nadliczbowe. Tygodniowy czas pracy łącznie z godzinami nadliczbowymi nie może przekraczać 48 godzin w przyjętym okresie rozliczeniowym.

## Wymiar czasu pracy
Zgodnie z Kodeksem pracy (art. 129 § 1 i art. 130) czas pracy nie może przekraczać 8 godzin na dobę i 40 godzin w przeciętnie pięciodniowym tygodniu pracy (w przyjętym okresie rozliczeniowym nie przekraczającym 4 miesięcy). Na tej podstawie ustala się liczbę godzin do przepracowania przez pracownika.
Zgodnie z art. 130 § 1 Kodeksu pracy w celu wyznaczenia wymiaru czasu pracy w danym okresie rozliczeniowym należy:
1. przemnożyć 40 godzin przez liczbę tygodni przypadających do przepracowania w okresie rozliczeniowym (dla miesięcznego okresu rozliczeniowego jest to 4),
2. dodać do otrzymanej liczby godzin iloczyn 8 godzin i liczbę dni pozostałych do końca okresu rozliczeniowego, przypadających od poniedziałku do piątku,
3. odjąć po 8 godzin za każde święto (wolne od pracy) przypadające w dniu innym niż niedziela.

Obliczony zgodnie z powyższą metodyką wymiar czasu pracy pracownika w okresie rozliczeniowym obniża się o liczbę godzin usprawiedliwionej nieobecności w pracy, przypadających do przepracowania w czasie tej nieobecności, zgodnie z przyjętym rozkładem czasu pracy. Do okresów usprawiedliwionej nieobecności w pracy należą m.in. niezdolność do pracy z powodu choroby czy urlop. Za każde święto występujące w okresie rozliczeniowym i przypadające w innym dniu niż niedziela należy obniżyć wymiar czasu pracy o 8 godzin. Dni świąteczne będące w Polsce dniami ustawowo wolnymi od pracy wymienia ustawa o dniach wolnych od pracy (Dz.U. z 2025 r. poz. 296).
Ponadto, gdy jedno święto przypada w sobotę (np. 11 listopada 2017 r.) konsekwencją sobotniego święta będzie obowiązek udzielenia pracownikom zatrudnionym w podstawowej organizacji czasu pracy, w której dniem wolnym z tytułu przeciętnie pięciodniowego tygodnia pracy jest sobota, jednego dodatkowego dnia wolnego w okresie rozliczeniowym obejmującym występowanie tego święta.
| Jednomiesięczne okresy rozliczeniowe |                                                                  |         |     |
| miesiąc                              | obliczenie wymiaru czasu pracy                                   | godziny | dni |
| I                                    | (40 godz. × 4 tyg.) + (8 godz. × 2 dni) – (8 godz. × 1 święto)   | 168     | 21  |
| II                                   | (40 godz. × 4 tyg.)                                              | 160     | 20  |
| III                                  | (40 godz. × 4 tyg.) + (8 godz. × 3 dni)                          | 184     | 23  |
| IV                                   | (40 godz. × 4 tyg.) – (8 godz. × 1 święto)                       | 152     | 19  |
| V                                    | (40 godz. × 4 tyg.) + (8 godz. × 3 dni) – (8 godz. × 2 święta)   | 168     | 21  |
| VI                                   | (40 godz. × 4 tyg.) + (8 godz. × 2 dni) – (8 godz. × 1 święto)   | 168     | 21  |
| VII                                  | (40 godz. × 4 tyg.) + (8 godz. × 1 dzień)                        | 168     | 21  |
| VIII                                 | (40 godz. × 4 tyg.) + (8 godz. × 3 dni) – (8 godz. × 1 święto)   | 176     | 22  |
| IX                                   | (40 godz. × 4 tyg.) + (8 godz. × 1 dzień)                        | 168     | 21  |
| X                                    | (40 godz. × 4 tyg.) + (8 godz. × 2 dni)                          | 176     | 22  |
| XI                                   | (40 godz. × 4 tyg.) + (8 godz. × 2 dni) – (8 godz. × 2 święta)   | 160     | 20  |
| XII                                  | (40 godz. × 4 tyg.) + (8 godz. × 1 dzień) – (8 godz. × 2 święta) | 152     | 19  |
| razem                                | razem                                                            | 2.000   | 250 |

| Trzymiesięczne okresy rozliczeniowe |                                                                 |         |     |
| okres                               | obliczenie wymiaru czasu pracy                                  | godziny | dni |
| I-III                               | (40 godz. × 12 tyg.) + (8 godz. × 5 dni) – (8 godz. × 1 święto) | 512     | 64  |
| IV-VI                               | (40 godz. × 13 tyg.) – (8 godz. × 4 święta)                     | 488     | 61  |
| VII-IX                              | (40 godz. × 13 tyg.) – (8 godz. × 1 święto)                     | 512     | 64  |
| X-XII                               | (40 godz. × 13 tyg.) – (8 godz. × 4 święta)                     | 488     | 61  |
| razem                               | razem                                                           | 2.000   | 250 |

| Czteromiesięczne okresy rozliczeniowe |                                                                   |         |     |
| okres                                 | obliczenie wymiaru czasu pracy                                    | godziny | dni |
| I-IV                                  | (40 godz. × 17 tyg.) – (8 godz. × 2 święta)                       | 664     | 83  |
| V-VIII                                | (40 godz. × 17 tyg.) + (8 godz. × 4 dni) – (8 godz. × 4 święta)   | 680     | 85  |
| IX-XII                                | (40 godz. × 17 tyg.) + (8 godz. × 1 dzień) – (8 godz. × 4 święta) | 656     | 82  |
| razem                                 | razem                                                             | 2.000   | 250 |

| Sześciomiesięczne okresy rozliczeniowe |                                                                |         |     |
| okres                                  | obliczenie wymiaru czasu pracy                                 | godziny | dni |
| I-VI                                   | (40 godz. × 25 tyg.) + (8 godz. × 5 dni) – (8 godz. × 5 świąt) | 1.000   | 125 |
| VII-XII                                | (40 godz. × 26 tyg.) – (8 godz. × 5 świąt)                     | 1.000   | 125 |
| razem                                  | razem                                                          | 2.000   | 250 |

| Dwunastomiesięczny okres rozliczeniowy |                                             |         |     |
| okres                                  | obliczenie wymiaru czasu pracy              | godziny | dni |
| I-XII                                  | (40 godz. × 52 tyg.) – (8 godz. × 10 świąt) | 2.000   | 250 |
| razem                                  | razem                                       | 2.000   | 250 |

Dla pracowników zatrudnionych na niepełnym etacie, wymiar czasu pracy ulega obniżeniu proporcjonalnie do liczby godzin na pełnym etacie. Przykładowo, dla pracownika zatrudnionego na 1/2 etatu wymiar czasu pracy wyniesie 80 godzin, jeżeli w danym miesiącu wymiar czasu pracy wynosi 160 godzin, natomiast dla pracownika zatrudnionego na 3/4 etatu wymiar czasu pracy wyniesie w tym przypadku 120 godzin (3/4 × 160).

## System czasu pracy
Kodeks pracy przewiduje także inne formy zorganizowania czasu pracy pracownika (m.in. system przerywany czy weekendowy) oprócz podstawowego systemu czasu pracy, w którym pracownik pracuje nie dłużej niż 8 godzin na dobę w przeciętnie 5-dniowym tygodniu pracy. System czasu pracy to zbiór reguł normujących czas pracy w danym zakładzie pracy. Stosowanie określonego systemu czasu pracy powinno wynikać z układu zbiorowego pracy, regulaminu pracy lub z obwieszczenia.
Ze względu na charakter pracy stosuje się skrócony czas pracy (w szczególności w warunkach szkodliwych), przedłużony czas pracy (pracowników zatrudnionych przy pilnowaniu); lub równoważny czas pracy, w którym przekroczenie dobowych lub tygodniowych norm czasu pracy zostaje wyrównane krótszym czasem pracy w innych dniach lub tygodniach (usługi, handel, transport).

### Podstawowy
Najczęściej spotykany i stosowany system czasu pracy. Czas pracy nie przekracza 8 godzin na dobę i 40 godzin w przeciętnie pięciodniowym tygodniu pracy w przyjętym okresie rozliczeniowym nieprzekraczającym 4 miesięcy. Przewiduje się możliwość wypracowania maksymalnie 8 godzin nadliczbowych – tygodniowy czas pracy nie może przekroczyć 48 godzin.

### Równoważny
Dobowy wymiar czasu może być przedłużony do 12 godzin w okresie rozliczeniowym (nie przekraczający jednego miesiąca), a przy określonych rodzajach prac – nawet do 16 albo 24 godzin.
- przedłużony wymiar czasu pracy do 12 godzin – można przedłużyć dobowy wymiar czasu pracy, nie więcej jednak niż do 12 godzin w okresie rozliczeniowym, który nie przekracza jednego miesiąca. Przedłużony dobowy wymiar czasu pracy powinien być równoważony krótszym dobowym wymiarem czasu pracy w niektórych dniach lub też dniami wolnymi od pracy.
- przedłużony dobowy wymiar czasu pracy – można przedłużyć dobowy wymiar czasu pracy, jednak nie więcej niż do 16 godzin, w okresie rozliczeniowym, także nieprzekraczającym jednego miesiąca. System może obowiązywać przy pracach, które polegają na dozorze urządzeń lub też związanych z pozostawaniem w pogotowiu do pracy.
- przedłużony dobowy wymiar czasu pracy – można przedłużyć dobowy wymiar, ale nie więcej niż do 24 godzin w okresie rozliczeniowym, który nie przekracza jednego miesiąca. Ten system często jest stosowany przy pilnowaniu mienia lub też ochronie osób.

### Zadaniowy
W zadaniowym systemie czasu pracy pracownik decyduje o swoim rozkładzie czasu pracy, a pracodawca kontroluje wykonanie zleconych zadań. Pracownik ustala z pracodawcą zakres zadań, dodatkowo pracodawca samodzielnie decyduje o dacie ich wykonania.

### Przerywany
Rozkład czasu pracy może przewidywać jedną przerwę w pracy w ciągu doby, trwającą nie dłużej niż 5 godzin. Pracownik rozpoczyna pracę dwa razy w tej samej dobie pracowniczej. Przerwa nie jest wliczana do czasu pracy, ale przysługuje za nią wynagrodzenie w wysokości połowy wynagrodzenia należnego za czas przestoju.

### Skrócony tydzień pracy
System czasu pracy, w którym praca jest wykonywana przez mniej niż 5 dni w tygodniu. Praca jest wykonywana przez mniej niż pięć dni w tygodniu, dobowy wymiar czasu pracy ulega przedłużeniu. Nie może być ono jednak dłuższe niż do 12 godzin w okresie rozliczeniowym, który nie przekracza jednego miesiąca. Taki system może być wprowadzony na pisemny wniosek pracownika.

### Weekendowy
System, w którym praca jest świadczona wyłącznie w piątki, soboty, niedziele i święta. Dopuszcza się tu także przedłużenie dobowego wymiaru czasu pracy, nie więcej jednak niż do 12 godzin, w okresie rozliczeniowym, który nie przekracza jednego miesiąca.

## Historia

### Czas pracy w Europie
Od połowy XIX do połowy XX w. czas pracy został skrócony z 80–90 h do 40–48 h na tydzień, w wyniku zarówno wzrostu sił wytwórczych i wydajności pracy, jak i walki prowadzonej przez robotników o skrócenie czasu pracy; postulat 8-godzinnego dnia pracy został wysunięty w 1866 r. przez Kongres Robotników w Baltimore i Kongres I Międzynarodówki w Genewie; w 1899 r. Kongres II Międzynarodówki obradujący w Paryżu wysunął postulat 8-godzinnego dnia pracy jako główne hasło manifestacji pierwszomajowych. W sowieckiej Rosji 1917 wprowadzono 8-godzinny dzień i 48-godzinny tydzień pracy; 1918–21 norma 8-godzinnego dnia pracy rozpowszechniła się w rozwiniętych krajach zachodnich. W 1919 Międzynarodowa Konferencja Pracy uchwaliła konwencję, zwaną od miejsca obrad waszyngtońską, ustanawiającą jako normę międzynarodową 8-godzinny dzień i 48-godzinny tydzień pracy. Po II wojnie światowej kontynuowane jest skracanie czasu pracy, przede wszystkim przez wprowadzenie 5-dniowego tygodnia pracy, przy tygodniowej normie od 40 do 45 godzin.

### Czas pracy w Polsce
- 1918 – wydano dekret, wprowadzający 8-godzinny dzień pracy, w tym 6-godzinny w sobotę[8];
- 1919 – wprowadzono ustawę o 46-godzinnym tygodniu pracy[9]
- 1933 – przedłużono czas pracy w sobotę do 8 godzin[10]
- 1946 – przywrócono 46-godzinny tydzień pracy[11]
- 1972 – wprowadzono dodatkowe dni wolne od pracy i stopniowo zwiększano ich liczbę z tym, że tylko pracownicy, których czas pracy wynosił 46 godz. tygodniowo, korzystali z nich bez przedłużania dziennej normy w pozostałe dni tygodnia[12].
- 1981 – zaczęto stopniowo wprowadzać normę czasu pracy wynoszącą średnio 42 godz. tygodniowo[13].
- 1983 – wprowadzona możliwość przywrócenia 46-godzinnego tygodnia pracy „w zakładach pracy o podstawowym znaczeniu dla gospodarki narodowej lub obronności państwa oraz w zakładach użyteczności publicznej i innych zakładach zaspokajających potrzeby ludności (…) jeżeli jest to niezbędne dla realizacji ważnych zadań gospodarczych” (do końca 1985)[14]
- 23 sierpnia 2013 r. – weszła w życie ustawa z 12 lipca uelastyczniająca czas pracy[15], wprowadzająca do Kodeksu Pracy przepisy ustawy antykryzysowej, obowiązującej w latach 2009–2011[16]. Wydłuża ona okres rozliczeniowy czasu pracy z 4 do 12 miesięcy oraz wprowadza tzw. ruchomy czas pracy. Zachowane zostało prawo do nieprzerwanego 11-godzinnego odpoczynku w ciągu doby i 35-godzinnego w ciągu tygodnia[17][18].

## Przyszłość i proponowane rozwiązania
Jedną z proponowanych reform prawa pracy jest zmniejszenie wymiaru etatu do 4 dni roboczych na tydzień, zamiast obecnych 5 dni, przy zachowaniu tego samego wynagrodzenia. Argumenty przedstawiane na rzecz takiego rozwiązania przywołują m.in. 8 tygodniową próbę przeprowadzoną w firmie w Nowej Zelandii, we współpracy z Uniwersytetem w Auckland. Badanie to dało przesłanki, że taki tydzień pracy może zwiększać produktywność pracownika i zmniejszać ogólne koszty pracy. Zaobserwowano w nim także redukcję deklarowanego poziomu stresu. Niektórzy sygnatariusze kampanii na rzecz informatyzacji i inwestycji w edukację społeczeństwa twierdzą nawet, że w okolicach 2049 roku normą będzie praca w wymiarze pełnego etatu wynoszącego 2 dni na tydzień. Propozycje takie pojawiały się na łamach gazet, od prawicowego „(Evening) Standard” do lewicowego „The Guardiana”.
4 dniowy tydzień pracy (32 godziny w tygodniu) został w 2019 r. jednym z postulatów brytyjskiej Partii Pracy. W 2022 r. Partia Razem opracowała projekt skrócenia tygodnia pracy w Polsce do 4 dni.